# Invasion of Privacy
Invasion of Privacy —literalmente en español: Invasión a la privacidad— es el álbum debut de la rapera estadounidense Cardi B, lanzado oficialmente el 6 de abril de 2018 bajo el sello de Atlantic Records.
El álbum fue aclamado por la crítica, obteniendo una puntuación de 84 puntos sobre 100 en Metacritic. Asimismo, fue un éxito al haber alcanzado la primera posición del Billboard 200 y haber sido certificado triple platino por más de tres millones de unidades vendidas en los Estados Unidos. El álbum produjo los éxitos «Bodak Yellow» y «I Like It», los cuales alcanzaron la cima del Billboard Hot 100, lo que convirtió a Cardi en la rapera con más número uno en la historia. De igual forma, todas las canciones del álbum ingresaron a dicho listado y fueron certificadas por lo menos con disco de oro en los Estados Unidos, lo que convirtió a Cardi en la primera mujer en tener un álbum con todas sus canciones certificadas por la Recording Industry Association of America.
Por otra parte, el álbum ganó el premio Grammy al Mejor Álbum Rap en 2019, hecho que convirtió a Cardi en la primera mujer en ganar dicha categoría. Además, estuvo nominado en la categoría de Álbum del Año. También ganó en los BET Awards como Álbum del Año. Igualmente, las revistas Time y Rolling Stone nombraron a Invasion of Privacy el mejor álbum del 2018.

## Antecedentes
Tras haber firmado con Atlantic Records a inicios de 2017, Cardi B comenzó con los preparativos de su primer álbum de estudio. Con el éxito de «Bodak Yellow» y «Bartier Cardi», el disco comenzó a ser retrasado hasta que finalmente, el 11 de marzo de 2018, la rapera anunció que el disco saldría en abril. Días más tarde, el 26 de marzo, reveló la portada y título del álbum, además de anunciar que saldría el 6 de abril a nivel mundial.

## Recepción

### Comentarios de la crítica
En general, Invasion of Privacy recibió la aclamación crítica de parte de los expertos. En el sitio Metacritic, acumuló 84 puntos de 100 sobre la base de 25 reseñas profesionales, lo cual denota «aclamación universal».

### Recibimiento comercial
El día de su estreno, Invasion of Privacy fue certificado con disco de oro por parte de la Recording Industry Association of America tras exceder la cifra de medio millón de unidades vendidas en los Estados Unidos a causa de la equivalencia de ventas y streaming de «Bodak Yellow», que para el momento había obtenido cinco discos de platino. Concretamente, Apple Music anunció que Cardi había roto el récord del mayor índice de streaming por un álbum femenino en su primera semana, habiendo registrado 100 millones de streams en el servicio. El 15 de abril, Billboard anunció que Invasion of Privacy había debutado en la primera posición del Billboard 200 con 255 mil unidades vendidas, de las cuales, 103 mil fueron copias puras, a pesar de que el disco no fue lanzado en formato físico. Con ello, fue el segundo mejor debut del 2018 en ese momento, solo superado por Man of the Woods de Justin Timberlake, que registró 293 mil unidades. Además, Cardi se convirtió en la quinta rapera de la historia en lograr un número uno en dicho listado. Asimismo, fue la segunda en haber alcanzado la cima del Billboard 200 tras haber alcanzado previamente la cima del Billboard Hot 100, después de Lauryn Hill.
Debido a los elevados índices de streaming, todas las canciones del álbum, con excepción de «Bodak Yellow», consiguieron entrar en el Billboard Hot 100 en la semana debut del disco. Con 13 canciones dentro del conteo en esa semana (12 pertenecientes a Invasion of Privacy), Cardi batió el récord del mayor número de canciones simultáneamente dentro del listado por una artista femenina, superando las 12 canciones que posicionó Beyoncé en 2016 con el estreno de Lemonade. Se convirtió en el álbum femenino solista más vendido del año 2018 con 2.227.000 copias.

## Lista de canciones
- Edición estándar

| Invasion of Privacy |                                            | |                                                                    |          |  |
| N.º                 | Título                                     | Escritor(es) | Productor(es)                                                      | Duración |  |
| 1.                  | «Get Up 10»                                | Belcalis Almanzar · Anthony Tucker · James Steed · Jermain Anthony · Jordan Thorpe · Joseph Tucker · Klenord Raphael · Matthew Allen · Maurice Jordan · Preyan Anthony · Robert Williams                                                                          | DJ SwanQo · Matt Allen                                             | 3:51     |  |
| 2.                  | «Drip» (con Migos)                         | Almanzar · Gary Fountaine · Thorpe · Joshua Cross · Kiari Cephus · Kirsnick Ball · Quavious Marshall | Cassius Jay · Nonstop da Hitman                                    | 4:23     |  |
| 3.                  | «Bickenhead»                               | Almanzar · Austin Owens · James Foye III · Derrick Ordogne · Dion Norman · Jordan Houston · Thorpe · Paul Beauregard · Philip Coleman · Todd Shaw | Ayo · Keyz · NES                                                   | 3:01     |  |
| 4.                  | «Bodak Yellow (Money Moves)»               | Almanzar · Dieuson Octave · Thorpe · Klenord Raphael · Laquan Green · Anthony White | J. White Did It · Laquan Green                                     | 3:43     |  |
| 5.                  | «Be Careful»                               | Almanzar · Matthew Samuels · Anderson Hernández · Adam Feeney · Thorpe · Marilyn Bergman · Alan Bergman · Robert Diggs · Lauryn Hill · Clifford Smith · Lamont Hawkins · Dennis Coles · Gary Grice · Jason Hunter · Russell Jones · Corey Woods · Marvin Hamlisch | Boi-1da · Frank Dukes · Vinylz                                     | 3:30     |  |
| 6.                  | «Best Life» (con Chance the Rapper)        | Almanzar · Chancelor Bennett · Thorpe · Samuels · Allen Ritter | Boi-1da · Allen Ritter                                             | 4:44     |  |
| 7.                  | «I Like It» (junto a Bad Bunny y J Balvin) | Almanzar · Benito Martínez · Benny Bonilla · Edgar Machucha · Edgar Vargas · Thorpe · José Osorio · Raphael · Luian Malave · Manny Rodriguez · Marcos Masis · Noah Assad · Tony Pabón · Vincent Watson · Xavier Vargas · White                                    | Craig Kallman · J. White Did It · Tainy · Invincible · Nick Seeley | 4:13     |  |
| 8.                  | «Ring» (con Kehlani)                       | Almanzar · Desmond Dennis · Thorpe · Kehlani Parrish · Khari Cain · Mike Riley · Nija Charles | Needlz · Scribz Riley                                              | 2:57     |  |
| 9.                  | «Money Bag»                                | Almanzar · Thorpe · Raphael · Green · White | J. White Did It · Laquan Green                                     | 3:49     |  |
| 10.                 | «Bartier Cardi» (con 21 Savage)            | Almanzar · Darryl McCorkell · Jacquez Lowe · Samuel Gloade · Shayaa Abraham-Joseph | 30 Roc · Cheeze Beatz                                              | 3:44     |  |
| 11.                 | «She Bad» (con YG)                         | Almanzar · Dijon McFarlane · Thorpe · Keenon Jackson · Leslie Wakefield, Jr. | DJ Mustard · DJ Official                                           | 3:50     |  |
| 12.                 | «Thru Your Phone»                          | Almanzar · Benjamin Levin · Thorpe · Justin Tranter · Alexandra Tamposi · Andrew Wotman | Andrew Watt · Benny Blanco · Louis Bell                            | 3:08     |  |
| 13.                 | «I Do» (con SZA)                           | Almanzar · Thorpe · Charles · Shane Lindstrom | Murda Beatz · Cubeatz                                              |          |  |
| 48:13               |                                            | |                                                                    |          |  |

## Posicionamiento en listas

### Listas semanales
| Listas (2018–19)                        | Mejor posición |
| --------------------------------------- | -------------- |
| Australia (ARIA)                        | 5              |
| Austria (Ö3 Austria)                    | 21             |
| Bélgica (Ultratop Flandes)              | 10             |
| Bélgica (Ultratop Valonia)              | 43             |
| Canadá (Billboard Canadian Albums)      | 1              |
| Dinamarca (Hitlisten)                   | 6              |
| Países Bajos (Album Top 100)            | 7              |
| Finlandia (Suomen virallinen lista)     | 9              |
| Francia (SNEP)                          | 64             |
| Islandia (Tonlist)                      | 5              |
| Irlanda (IRMA)                          | 2              |
| Italia (FIMI)                           | 37             |
| Nueva Zelanda (Recorded Music NZ)       | 2              |
| Noruega (VG-lista)                      | 4              |
| Eslovaquia (IFPI)                       | 41             |
| Suecia (Sverigetopplistan)              | 7              |
| Suiza (Schweizer Hitparade)             | 20             |
| Reino Unido (UK Albums Chart)           | 5              |
| Reino Unido (UK R&B Albums Chart)       | 19             |
| Estados Unidos (Billboard 200)          | 1              |
| Estados Unidos (Top R&B/Hip-Hop Albums) | 1              |

### Listas de fin de año
| Listas (2018)                              | Posición |
| ------------------------------------------ | -------- |
| Australia (ARIA)                           | 34       |
| Bélgica (Ultratop Flanders)                | 104      |
| Canadá (Billboard)                         | 14       |
| Dinamarca (Hitlisten)                      | 39       |
| Países Bajos (MegaCharts)                  | 89       |
| Nueva Zelanda (Recorded Music NZ)          | 22       |
| Suecia (Sverigetopplistan)                 | 43       |
| Reino Unido (OCC)                          | 55       |
| Estados Unidos (Billboard 200)             | 6        |
| Estados Unidos Top R&B/Hip-Hop (Billboard) | 3        |

### Certificaciones
| Territorio     | Organismo certificador | Certificación | Ventas certificadas | Ref.   |
| -------------- | ---------------------- | ------------- | ------------------- | ------ |
| Canadá         | CRIA                   | 2× Platino    | 160 000             | [ 52 ] |
| Dinamarca      | IFPI — Dinamarca       | Platino       | 20 000              | [ 53 ] |
| Estados Unidos | RIAA                   | 3× Platino    | 3 000               | [ 21 ] |
| Francia        | SNEP                   | Oro           | 50 000              | [ 54 ] |
| Noruega        | IFPI — Noruega         | Platino       | 20 000              | [ 55 ] |
| Nueva Zelanda  | RMNZ                   | Platino       | 15 000              | [ 56 ] |
| Polonia        | ZPAV                   | Oro           | 10 000              | [ 57 ] |
| Reino Unido    | BPI                    | Oro           | 100 000             | [ 58 ] |

## Premios y nominaciones
| Año  | Premiación             | Categoría                   | Resultado | Ref.   |
| ---- | ---------------------- | --------------------------- | --------- | ------ |
| 2018 | BET Hip Hop Awards     | Álbum del Año               | Nominado  | [ 59 ] |
| 2018 | People's Choice Awards | Álbum del Año               | Nominado  | [ 60 ] |
| 2019 | BET Awards             | Álbum del Año               | Ganador   | [ 61 ] |
| 2019 | Billboard Music Awards | Top Álbum Billboard 200     | Nominado  | [ 62 ] |
| 2019 | Billboard Music Awards | Top Álbum Rap               | Nominado  | [ 62 ] |
| 2019 | Grammy Awards          | Álbum del Año               | Nominado  | [ 63 ] |
| 2019 | Grammy Awards          | Mejor Álbum Rap             | Ganador   | [ 63 ] |
| 2019 | Juno Awards            | Álbum Internacional del Año | Nominado  | [ 64 ] |

## Historial de lanzamiento
| Región | Fecha                  | Edición  | Formato          | Discográfica     | Ref.   |
| ------ | ---------------------- | -------- | ---------------- | ---------------- | ------ |
| Varios | 5 de abril de 2018     | Estándar | Streaming        | Atlantic Records | [ 65 ] |
| Varios | 6 de abril de 2018     | Estándar | Descarga digital | Atlantic Records | [ 66 ] |
| Varios | 7 de diciembre de 2018 | Estándar | Vinilo           | Atlantic Records | [ 67 ] |
| Varios | 22 de febrero de 2019  | Estándar | CD               | Atlantic Records |        |